# ريان كرافت
ريان كرافت (بالإنجليزية: Ryan Kraft)‏ هو لاعب هوكي الجليد أمريكي، ولد في 7 نوفمبر 1975 في بوتينو في الولايات المتحدة.

## وصلات خارجية
- ريان كرافت على موقع دوري الهوكي الوطني (الإنجليزية)
- ريان كرافت على موقع EliteProspects.com (الإنجليزية)
- ريان كرافت على موقع Eurohockey.com (الإنجليزية)
- ريان كرافت على موقع HockeyDB.com (الإنجليزية)
- ريان كرافت على موقع Hockey-Reference.com (الإنجليزية)